# 로잔 연방 공과대학교

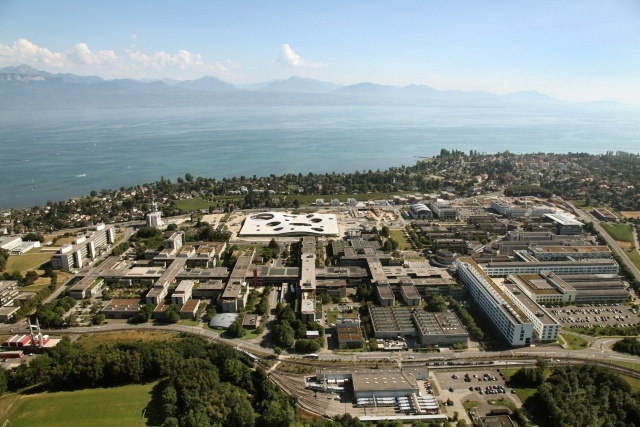
항공기에서 찍은 캠퍼스 전경.

로잔 연방 공과대학교(프랑스어: École polytechnique fédérale de Lausanne, EPFL 에콜 폴리테크니크 페데랄 드 로잔[*], 영어: Swiss Federal Institute of Technology in Lausanne)는 스위스 로잔에 위치한 이공계 연구중심대학으로 보(Vaud)주 에퀴블랑에 위치해 있다. 캠퍼스는 알프스 산맥과 몽블랑이 보이는 아름다운 레만호(제네바 호수)를 끼고 있으며, 근교 로잔-우쉬부터 몽트뢰까지 유네스코 세계유산인 라보 포도원이 광활하게 펼쳐져있다. 아름다운 자연환경만큼 연구우수성도 뛰어나 세계 대학랭킹에서 매년 최상위권(공학계열 10위 이내)에 위치해있다. 
2013년 QS 세계대학 랭킹 공학부문 8위를 기록하였으며, 최근 2년간(2025, 2024) 세계 Top 10 공과대학에 이름을 올렸다. 1994년 랭킹이 처음 집계된 이래로 QS, THE 등의 세계대학 랭킹에서 공학부문 10위권에 꾸준히 이름을 올리고 있다. 세계경제포럼이 선정한 세계 최상위 26개 대학 중 하나이다. 일부 대학원 과정은 합격률이 8%로 집계될 정도로 매우 까다로운 심사과정을 거치는 것으로 알려져 있다.
EPFL은 2017년 기준 7개의 학부로 구성되어 있으며, 13개의 학사 과정과 26개의 석사 과정을 운영하고 있다. 전일제 기준으로 319명의 교수진과 1,800명 이상의 박사 과정 연구원이 활동 중이다. 연구 및 교육협력, 국제교류를 위한 유럽의 선도 공과대학교 네트워크 T.I.M.E. 연합 및 CESAER 협회의 일원이며 2025년 기준 현재 1만 4천 여명의 학생이 재학 중이다. 신경과학자인 파트리크 에비셰르(Patrick Aebischer)가 2000년부터 총장직을 역임하였고, 2017년 1월 1일부터 2024년 12월 말까지는 마르틴 페터리(Martin Vetterli)가 총장을 맡았다.

## 역사
로잔 연방 공과대학교는 1853년에 첫 개교되었다. 초기 기관명은 로잔 공과연구원(Ecole Spéciale de Lausanne)으로, 프랑스의 사립 공과대학원 에콜 센트랄 파리(Ecole Centrale Paris)의 교육모델을 본떠 사립 교육연구기관으로 설립되었으며 개교 당시 입학생은 11명이었다. 이후 1869년에 로잔 기술원(Académie de Lausanne)의 공업 분과로 편입되면서 공립 학교가 되었다. 1890년 구조 개편을 거치하면서 대학교의 지위를 얻었고, 이에 공업 부문 학교의 이름을 로잔 연방 공과대학교로 개명하였다. 그리고 1946년 다시 한 번 이름을 바꾸면서 현재의 학교명을 갖게 되었다. 1969년 스위스 정부가 공학 중시 정책을 시행함에 따라 스위스 내에 프랑스어 공학 기관 및 독일어권 공학 기관 두 곳의 설립이 계획되었고 프랑스어권 스위스를 위한 공학자/과학자 양성, 과학 기술 중추 역할, 그리고 과학계와 산업계 간의 가교 역할을 책임질 연구교육기관으로 선정된 로잔 공과대학은 이후 로잔 대학교로부터 독립되었다.
23개의 칸톤(州)으로 나뉘어 있는 스위스의 "연방 대학"으로 분류되는 기관은 취리히 연방 공과대학교(ETH Zürich)와 로잔 연방 공과대학교(EPFL), 즉 두 개의 공과대학만이 존재한다. 따라서 칸톤마다 약 10개의 대학이 있고 호텔경영학 등 특화된 사립학교들도 있지만 연방정부의 지원을 받는 대학은 ETHZ와 EPFL뿐이다.
스위스의 이공계 원동력은 구조화된 산학연계 프로그램이다. ETHZ의 경우에도 매년 10~20개의 랩(연구실)이 기업들이 출자한 유로펀드를 이용해 기술을 개발하고 제품까지 만들어낸다. ETHZ는 84개 특허와 225개의 공동 라이선스를 보유하고 있다. 최근에는 2억 스위스 프랑 상당의 제약기술을 개발하는 쾌거를 이루기도 했다.

## 평가
2018년 QS 세계대학 랭킹 종합 12위에 등재되었으며, 2016년 THE 공학부문 11위, 2008년 상하이 쟈오 통 대학이 발표한 세계 대학 순위에서도 공학·기술 및 컴퓨터 과학 부문 18위에 오른 로잔 연방 공과대학교는 뛰어난 연구 성과로써 취리히 연방 공과대학교와 더불어 유럽의 과학 기술 분야를 이끄는 핵심 기관 중 하나로 손꼽힌다. 최근의 평가는 2025 QS 세계 대학 랭킹 공학부문 10위를 기록하였다.

## 학교 동문
Jacques Dubochet - 2017년 노벨화학상 수상자
Daniel Borel - 로지텍 창업자
Aart J. de Geus - 시놉시스 창업자
André Borschberg - Solar Impulse 창업자  겸 CEO
Askar Zhumagaliyev - 전 카자흐스탄 부총리
Ghita Mezzour - 모로코 디지털전환부 장관
André Kudelski - Kudelski 그룹 CEO
Eva Son Forget(손재덕) - 프랑스 마크롱신당 하원의원, 의사
Lucid Fall(조윤석) - 대한민국 가수, 화학자, 농부, 작가
Olivier Français - 전 스위스 하원의원
Andrew B. Lippman - 메사추세츠 공과대학(MIT) Media Lab 연구소 공동이사
Tej Tadi - MindMaze CEO 
Aymeric Sallin - NanoDimenaion CEO

## 사진

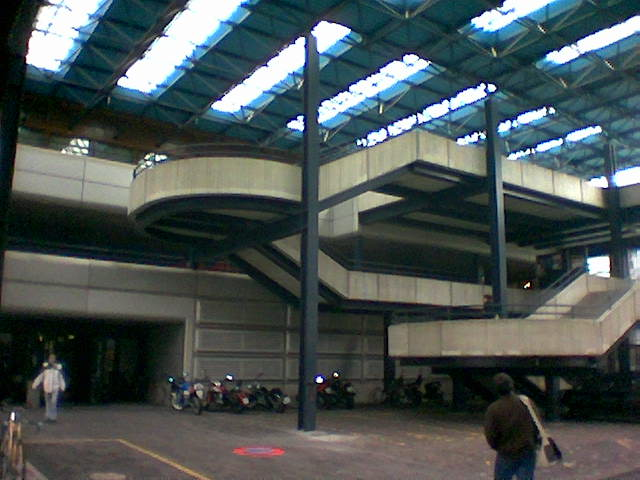
피카르드 거리(Piccard Avenue).
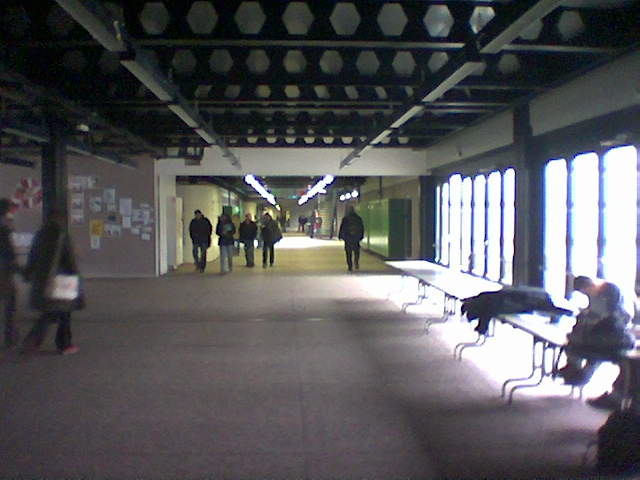
동관(East Center) 건물 내부.
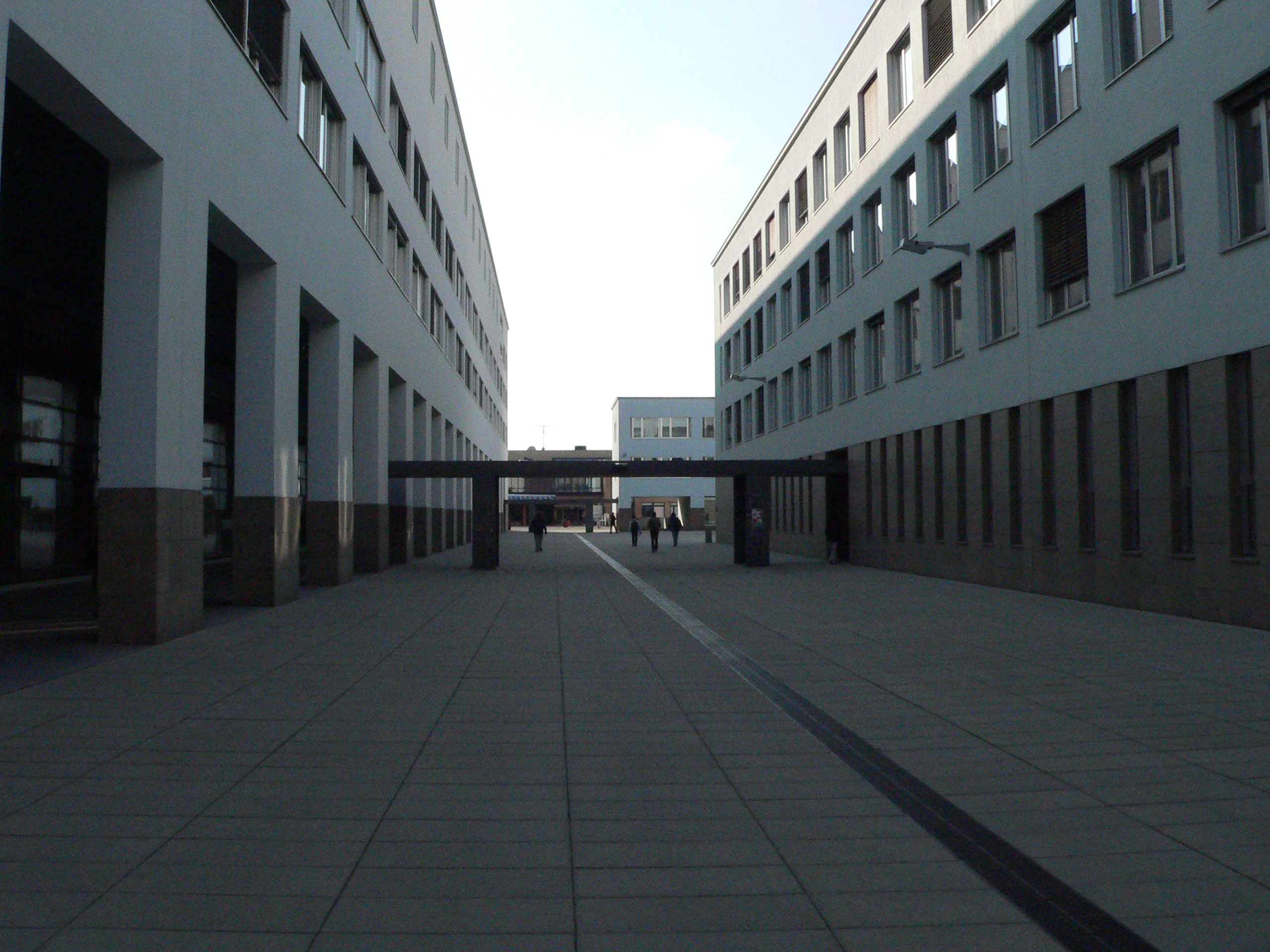
스탈린 그라드.
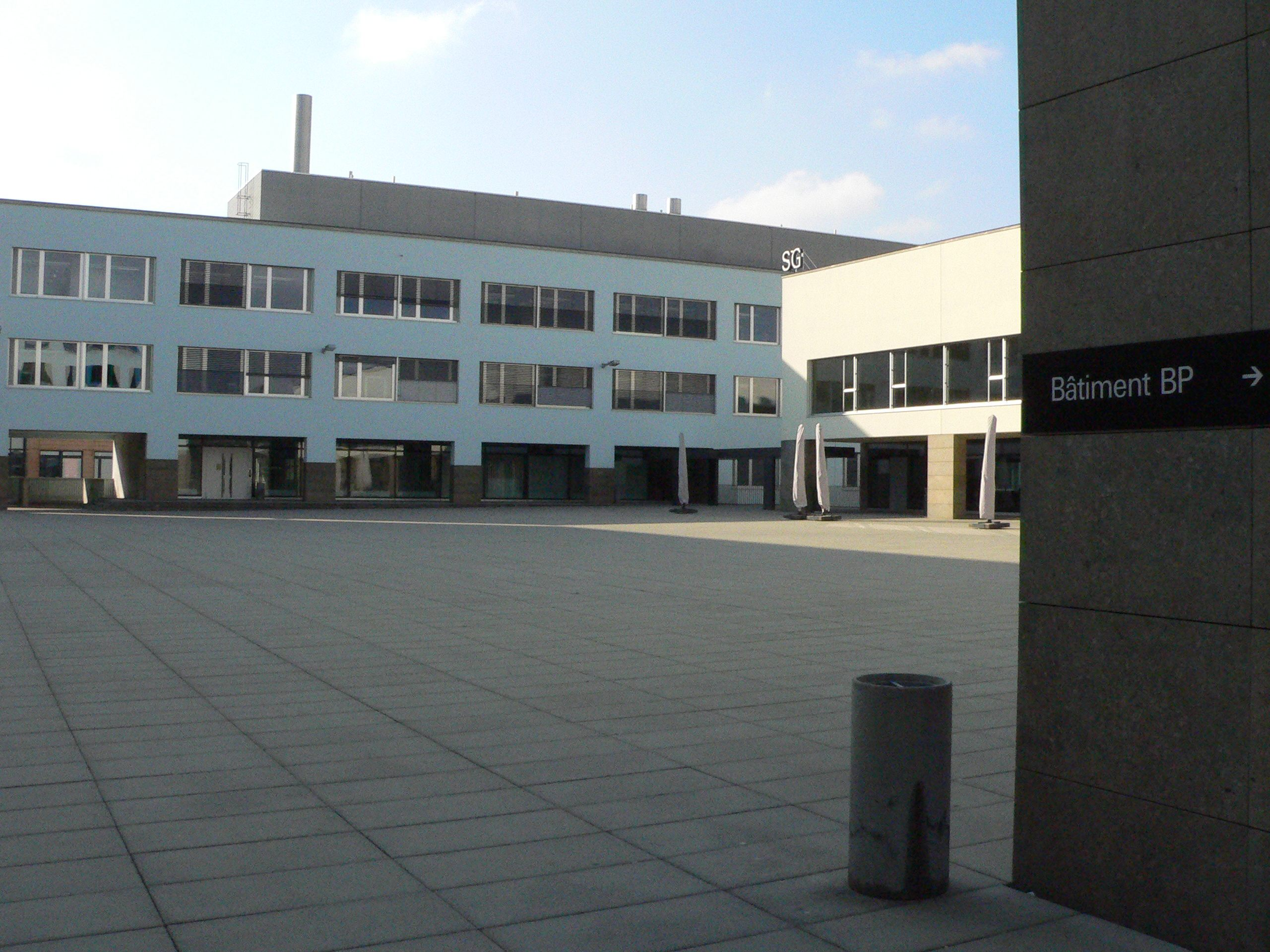
스탈린 그라드.
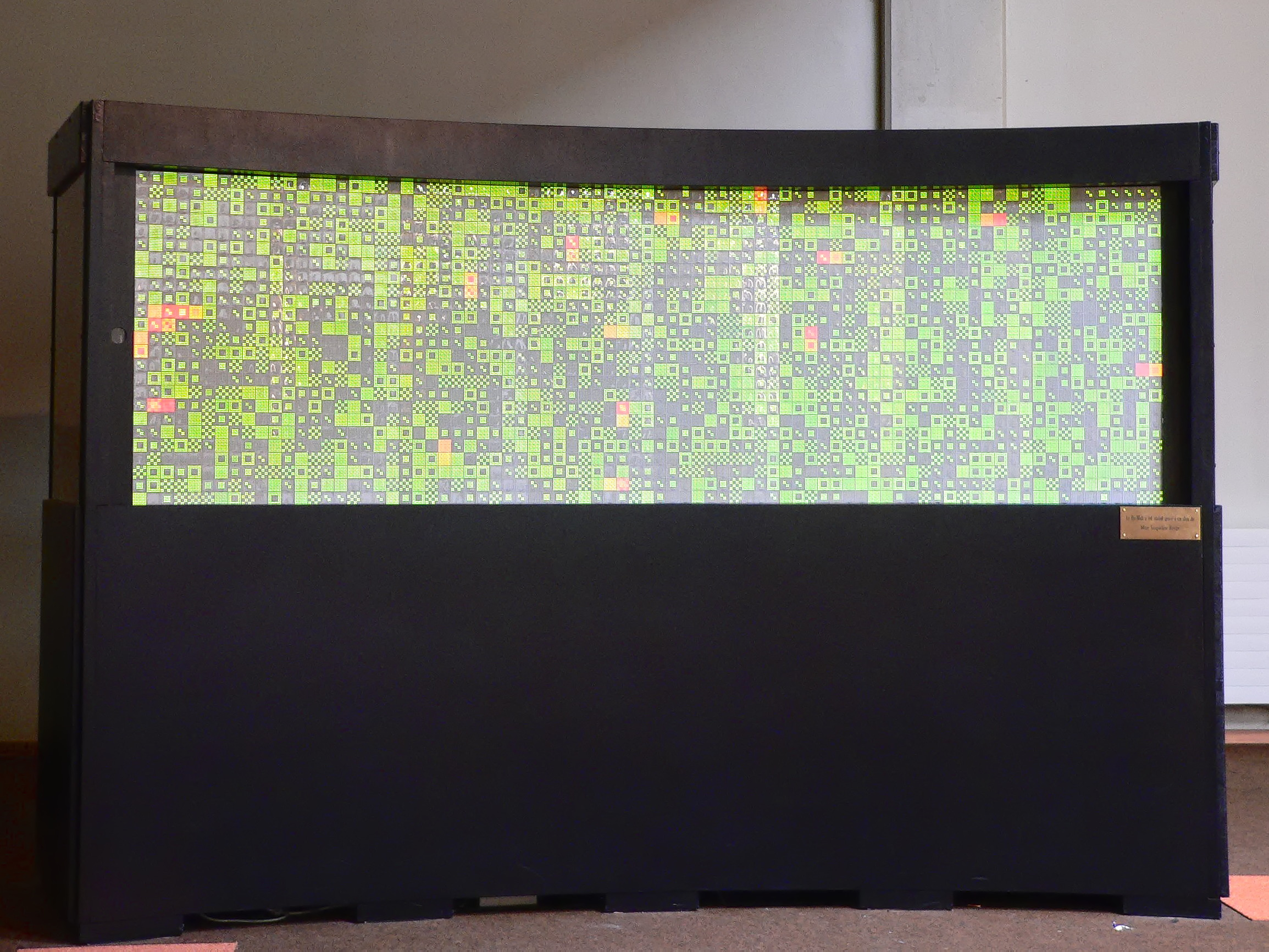
바이오월(Biowall).
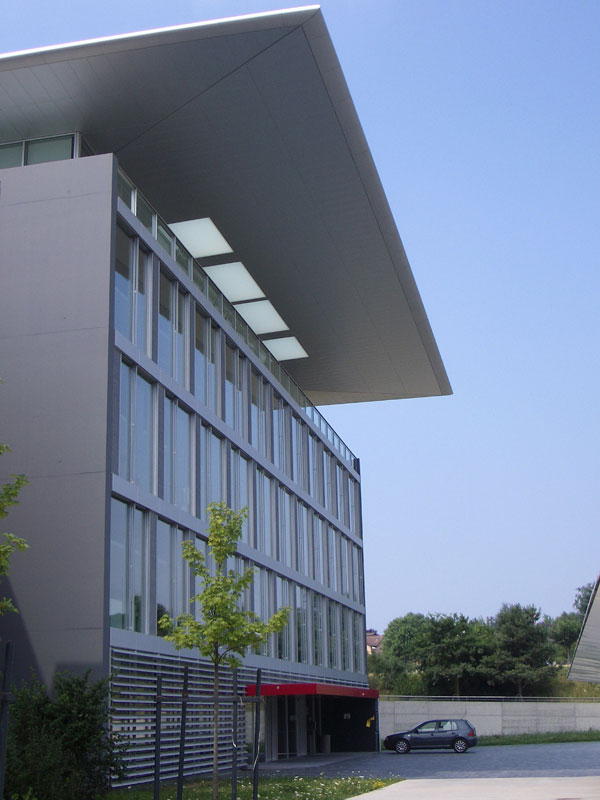
커뮤니케이션관(Building Communication).
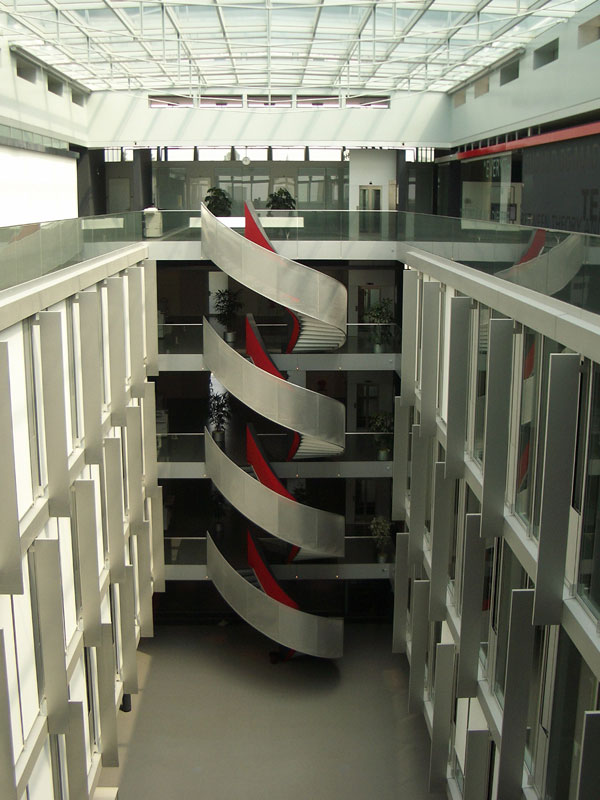
커뮤니케이션관 내부.
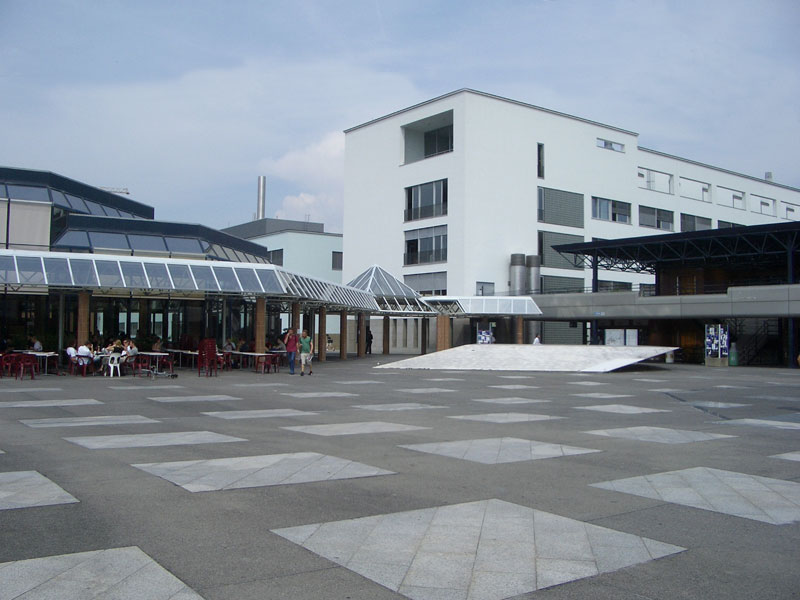
에스플라나드(Esplanade).

## 같이 보기
- 취리히 연방 공과대학교
- 로잔 예술 대학교